# Белчешть
Белчешть, Белчешті (рум. Bălcești) — місто у повіті Вилча в Румунії. Адміністративно місту підпорядковані такі села (дані про населення за 2002 рік):
- Ірімешть (360 осіб)
- Бенешть (457 осіб)
- Горунешть (853 особи)
- Кирлогань (353 особи)
- Кіркулешть (32 особи)
- Отетелішу (1117 осіб)
- Преоцешть (222 особи)
- Сату-Поєнь (79 осіб)

Місто розташоване на відстані 172 км на захід від Бухареста, 64 км на південний захід від Римніку-Вилчі, 33 км на північ від Крайови.

## Населення
За даними перепису населення 2002 року у місті проживали 5780 осіб.
Національний склад населення міста:
| Національність | Кількість осіб | Відсоток |
| -------------- | -------------- | -------- |
| румуни         | 5616           | 97,2%    |
| цигани         | 159            | 2,8%     |
| угорці         | 2              | < 0,1%   |
| німці          | 2              | < 0,1%   |
| українці       | 1              | < 0,1%   |

Рідною мовою назвали:
| Мова       | Кількість осіб | Відсоток |
| ---------- | -------------- | -------- |
| румунська  | 5622           | 97,3%    |
| циганська  | 154            | 2,7%     |
| угорська   | 2              | < 0,1%   |
| українська | 1              | < 0,1%   |
| німецька   | 1              | < 0,1%   |

Склад населення міста за віросповіданням:
| Релігія       | Кількість осіб | Відсоток |
| ------------- | -------------- | -------- |
| православні   | 5755           | 99,6%    |
| адвентисти    | 16             | 0,3%     |
| римо-католики | 3              | 0,1%     |
| п'ятдесятники | 3              | 0,1%     |
| реформати     | 2              | < 0,1%   |

## Зовнішні посилання
- Дані про місто Белчешть на сайті Ghidul Primăriilor [Архівовано 14 травня 2012 у Wayback Machine.]